# Tutti frutti (Speiseeis)

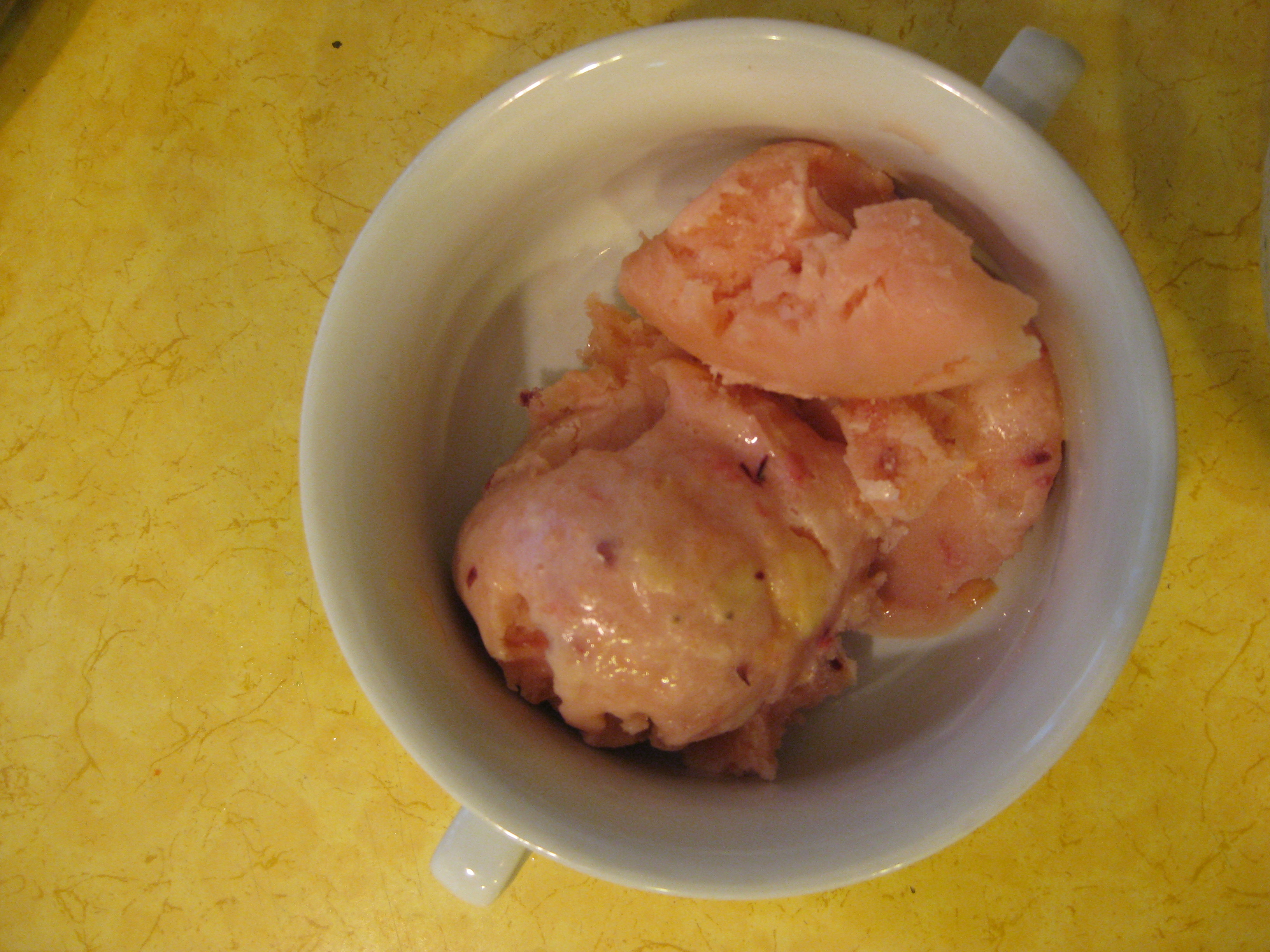
Tutti-Frutti-Eis

Tutti frutti (sizilianisch „alle Früchte“) ist eine standardisierte Eisspeise der italienischen Küche. Sie hat einen Kern aus Zitroneneis mit Nüssen und mazerierten Belegfrüchten, der mit Erdbeereis ummantelt ist. Typisch sind Beilagen aus Baiser, Schlagsahne und Belegfrüchten.
Die Bezeichnung stammt wohl aus Sizilien; im 19. Jahrhundert wurde sie in verschiedenen Wörterbüchern des Sizilianischen als Küchenausdruck verzeichnet, so etwa bei 1838 bei Vincenzo Mortillaro, der darunter „eine Art Sorbet, in das kleine Stücke von [frischen] Früchten und Konserven gemengt werden“, führt.
Pellegrino Artusi (1891) führte das Rezept unter dem hochsprachlich angepassten Namen gelato di tutti i frutti. Bei ihm handelt es sich um ein Sorbet aus passierten Aprikosen (ersatzweise Pfirsichen), Himbeeren und roten Johannisbeeren, versetzt mit Zitronatstückchen.
Der preußische Hofkoch Jungius veröffentlichte bereits in seinem Kochbuch Deutsches Kochbuch für bürgerliche Haushaltungen ein Rezept für Tutti-frutti.